# Španska peseta
Peseta oz. pezeta (ISO 4217 koda ESP) je bila španska valuta med letoma 1869 in 2002 pred uvedbo evra. Eno peseto je sestavljalo 100 céntimov oz. (neformalno) štirje reali, vendar so bili centimi zaradi majhne vrednosti že v sedemdesetih letih umaknjeni iz obtoka. Ob prevzemu evra je bila peseta vredna 0,006 evra.
Kot de facto valuta se je uporabljala tudi v Andori (poleg francoskega franka), ki ni imela lastne valute.